# 12165 Рінґлеб
12165 Рінґлеб (12165 Ringleb) — астероїд головного поясу, відкритий 30 вересня 1973 року.
Тіссеранів параметр щодо Юпітера — 3,235.